# مجلة الموعد
مجلة الموعد هي مجلة فنية لبنانية، تأسست عام 1953 بواسطة الكاتب الصحفي محمد بديع سربيه وتعتبر وحدة من أشهر المجلات الفنية في الوطن العربية ومدرسة رائدة في الصحافة الفنية، وقد كانت "الموعد" في بداياتها مجلة نصف شهرية ما لبثت أن تحوّلت إلى أسبوعية بناء على طلب الفنانة أم كلثوم، تصدر المجلة في بيروت عن "دار البديع للتأليف والنشر ويترأسها الآن ندى محمد بديع سربيه عقب وفاة مؤسسها عام 1994.

## تاريخها
في عام 1953 أصدر محمد بديع سربيه العدد الأول من مجلة الموعد في لبنان، وبعد 3 أعوام بدأت عملية نشر المجلة في مصر والتي كانت سببا في شهرتها الواسعة، وقد كانت «الموعد» في بداياتها مجلة نصف شهرية ما لبثت أن تحوّلت إلى أسبوعية بناء على طلب كوكب الشرق الفنانة أم كلثوم.
تعرضت المجلة العديد من المصاعب التي اعترضت دار النشر خلال الحرب الأهلية اللبنانية في بداية الثمانينات إذ تعرّضت مطابعها ومكاتبها للدمار والحريق أكثر من مرة.

## ألقاب النجوم
تعتبر مجلة الموعد صاحبة الفضل في ألقاب العديد من النجوم القديمة، حيث كان بديع سربيه هو أول من أطلق ألقاباً على أهم الوجوه الفنية في مصر فهو من أطلق لقب (العندليب) على عبد الحليم حافظ، وأطلق لقب (السندريلا) على سعاد حسني، ولقب (سيدة الشاشة العربية) على فاتن حمامة،(وموسيقار الاجيال) على محمد عبد الوهاب.

## روابط خارجية
- الموقع الرسمي
- صفحة مجلة الموعد على الفيسبوك